# يان بيرن (فنان)
يان بيرن (بالإنجليزية: Ian Burn)‏ هو صحفي وفنان ورسام أسترالي، ولد في 29 ديسمبر 1939 في غيلونغ في أستراليا، وتوفي في 29 سبتمبر 1993 في نيوساوث ويلز في أستراليا بسبب غرق.

## وصلات خارجية
- يان بيرن على موقع ميوزك برينز (الإنجليزية)